# 금장의 벨메이유 ~벼랑 끝 마술사는 최강의 재액과 마법세계를 헤쳐나간다~

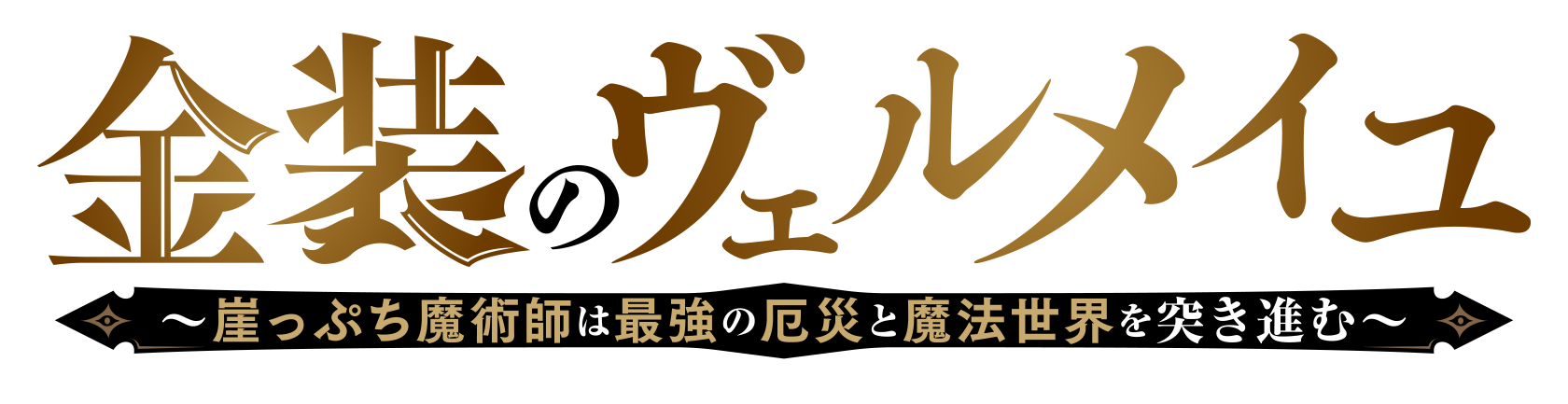

《금장의 벨메이유 ~벼랑 끝 마술사는 최강의 재액과 마법세계를 헤쳐나간다~》(일본어: 金装のヴェルメイユ〜崖っぷち魔術師は最強の厄災と魔法世界を突き進む〜)는 원작 : 아마나 코타, 작화 : 우메즈 요코가 원작한 일본의 만화이다. 『월간 소년 간간』(스퀘어 에닉스)에서, 2018년 9월호부터 연재중. 2022년 3월에 TV 애니메이션화가 결정되어, 동년 7월부터 9월까지 방영했다.